# Daytime Emmy Awards 1984
La cerimonia della 11ª edizione dei Daytime Emmy Awards (11th Daytime Emmy Awards) si è tenuta il 27 giugno 1984 e ha premiato i migliori programmi e personaggi televisivi del 1983.
La cerimonia non fu trasmessa a causa di problemi tra il canale televisivo NBC e la NABET (National Association of Broadcast Employees and Technicians).

## Daytime Emmy Awards

### Migliore serie drammatica
- General Hospital
- Il tempo della nostra vita (Days of Our Lives)
- La valle dei pini (All My Children)

### Migliore attore in una serie drammatica
- Larry Bryggman (John Dixon) – Così gira il mondo (As the World Turns)
- Joel Crothers (Miles Cavanaugh) – Ai confini della notte (The Edge of Night)
- Stuart Damon (Alan Quartermaine) – General Hospital
- Terry Lester (Jack Abbott) – Febbre d'amore (The Young and the Restless)
- Larkin Malloy (Jefferson 'Jeff' Brown) – Ai confini della notte
- James Mitchell (Palmer Cortlandt) – La valle dei pini

### Migliore attrice in una serie drammatica
- Erika Slezak (Victoria Lord Davidson) – Una vita da vivere
- Ann Flood (Nancy Pollock Karr) – Ai confini della notte
- Sharon Gabet (Raven Swift) – Ai confini della notte
- Deidre Hall (Marlena Evans) – Il tempo della nostra vita
- Susan Lucci (Erica Kane) – La valle dei pini

### Migliore attore non protagonista in una serie drammatica
- Justin Deas (Thomas Christopher) – Così gira il mondo
- Anthony D. Call (Herb Callison) – Una vita da vivere
- Louis Edmonds (Langley Wallingford) – La valle dei pini
- David Lewis (Edward L. Quartermaine) – General Hospital
- Paul Stevens (Brian Bancroft) – Destini (Another World)

### Migliore attrice non protagonista in una serie drammatica
- Judi Evans (Rae Woodard) – Sentieri (Guiding Light)
- Loanne Bishop (Rose Kelly) – General Hospital
- Christine Ebersole (Maxie McDermott) – Una vita da vivere
- Eileen Herlie (Myrtle Fargate) – La valle dei pini
- Lois Kibbee (Geraldine Weldon Whitney Saxon) – Ai confini della notte
- Marcy Walker (Liza Colby Chandler) – La valle dei pini

### Migliore regia per una serie drammatica
- Una vita da vivere – Larry Auerbach, George Keathy, Peter Miner, David Pressman
- La valle dei pini – Jack Coffey, Sherrell Hoffman, Henry Kaplan, Francesca James

### Migliore sceneggiatura per una serie drammatica
- I Ryan – Claire Labine, Paul Avila Mayer, Mary Munisteri, Judith Pinsker, Nancy Ford, B.K. Perlman
- General Hospital – Anne Howard Bailey, A.J. Russell, Leah Laiman, Norma Monty, Thom Racina, Doris Silverton, Robert Guza Jr., Charles Pratt Jr., Peggi Schibi, Robert J. Shaw
- Il tempo della nostra vita – Margaret DePriest, Sheri Anderson, Maralyn Thoma, Michael Robert David, Susan Goldberg, Bob Hansen, Leah Markus, Dana Soloff
- La valle dei pini – Agnes Nixon, Wisner Washam, Lorraine Broderick, Dani Morris, Jack Wood, Mary K. Wells, Clarice Blackburn, Elizabeth Wallace, Roni Dengel, Susan Kirshenbaum, Carlina Della Pietra